# Aetobatus narutobiei
Aetobatus narutobiei is een vissensoort uit de familie van de Aetobatidae. De wetenschappelijke naam van de soort is voor het eerst geldig gepubliceerd in 2013 door White, Furumitsu & Yamaguchi. Populaties van deze soort werden voorheen tot de langkopadelaarsrog gerekend.